# Celestia (software)
Celestia is een vrij, driedimensionaal, sterrenkundig computerprogramma voor Windows, Mac OS X, Linux, Android en iOS gemaakt door Chris Laurel.
Het programma laat, via OpenGL, de gebruiker verschillende astronomische objecten zien, op een schaal variërend van satellieten tot hele sterrenstelsels, in drie dimensies. Anders dan bij de meeste planetariumsoftware, kan de gebruiker zelf een virtuele route door het universum uitstippelen. Met meer dan 18 gigabyte aan add-on data kan het basisprogramma worden uitgebreid tot een enorm programma, dat vrijwel alle bekende objecten uit het heelal laat zien. NASA en ESA hebben Celestia gebruikt, maar het programma moet niet verward worden met Celestia 2000, ESA's eigen programma.